# Vápnička skalní
Vápnička skalní (Kernera saxatilis) je drobná, poměrně řídce se vyskytující, bíle kvetoucí rostlina z podhůří a horských oblastí. Je to jediný druh monotypického rodu vápnička.

## Rozšíření
Druh se vyskytuje prakticky pouze v Evropě, těžištěm jeho výskytu jsou Alpy a pohoří na Balkáně odkud se rozšířil do Pyrenejí, Apenin a Západních i Východních Karpat. V České republice se nevyskytuje, neblíže roste na středním Slovensku.
Tento hemikryptofyt nejčastěji vyrůstá v submontánním až supramontánním stupni na plytkých a propustných půdách tvořených hlavně vápencovitou a dolomitovou sutí promísenou s humusem. Mnohdy se nachází na svazích kde je v létě rostlina před poledním sluncem částečně zastíněna, trvalý stín však nesnáší.

## Popis
Bylina s 10 až 30 cm vysokou lodyhou která vyrůstá z jedno nebo vícehlavého hrubého a nehlubokého kořene. Vytrvalá rostlina s obvykle pokřivenou lodyhou která bývá jednoduchá nebo je v horní části rozvětvená. Spodní řapíkaté listy, vytvářející hustou růžici, mají 10 až 20 mm dlouhé čepele tvaru kopinatého, obvejčitého či lyrovitého. Po obvodě jsou celokrajné či zubaté, na vrcholu mají tupou špičku a jsou oboustranně chlupaté. Listy vyrůstající ve spodní části lodyhy jsou podobné listům přízemním a listy rostoucí ve střední a horní části lodyhy jsou přisedlé, na bázi zúžené, celokrajné a lysé. Listy lodyhy se směrem vzhůru zkracují a zužují.
Drobné, čtyřčetné a oboupohlavné květy na stopkách vytvářejí chudokvětá koncová květenství hrozen jehož vřeteno se v době zrání plodů prodlužuje. Zelenožluté a bíle olemované, široce elipsovité kališní lístky bývají průměrně dlouhé 1,5 mm. Bílé obvejčité korunní lístky s krátkým nehtem jsou dlouhé 3 až 4 mm a na vrcholu oblé. Květy se obvykle rozvíjejí v červnu až srpnu a pro opylující hmyz nabízejí nektar.
Na 10 mm dlouhých, tenkých odstávajících stopkách vyrůstají kulovité až obvejčité šešulky 2,5 až 3 mm velké. Na bázi u stopky jsou zúžené a na konci mají kratičkou trvalou bliznu, chlopně šešulky jsou vypouklé s výraznou střední žilku. Šešulka má dvě okrouhlá neb elipsovitá pouzdra a v každém je po 4 až 6 zploštělých semenech asi 1 mm velkých.
Rostlina se v přírodě rozšiřuje semeny, při vzácném pěstování v alpíniích je možno ji na jaře rozmnožit rozdělením.

## Taxonomie
Vápnička skalní je variabilním druhem a někdy je členěna do dvou poddruhů:
- vápnička skalní pravá (Kernera saxatilis (L.) Sweet subsp. saxatilis)
- vápnička skalní Boissierová (Kernera saxatilis (L.) Sweet subsp. boissieri) ( (Reut.) Charpin & Fern. Casas